# Club Atlético Peñarol 2021
Questa voce raccoglie le informazioni riguardanti il Club Atlético Peñarol nelle competizioni ufficiali della stagione 2021.

## Stagione
La squadra allenata da Mauricio Larriera vince il suo 51º campionato uruguaiano.

## Maglie e sponsor
| Casa | Trasferta | Terza maglia |  |  |  |  |  |  |
| Manica sinistra · Manica sinistra · Maglietta · Maglietta · Manica destra · Manica destra · Pantaloncini · Pantaloncini · Calzettoni · Calzettoni | Manica sinistra · Manica sinistra · Maglietta · Maglietta · Manica destra · Manica destra · Pantaloncini · Pantaloncini · Calzettoni · Calzettoni | Manica sinistra · Manica sinistra · Maglietta · Maglietta · Manica destra · Manica destra · Pantaloncini · Pantaloncini · Calzettoni · Calzettoni |  |  |  |  |  |  |

## Rosa
| N. |                      | Ruolo | Calciatore               |
| -- | -------------------- | ----- | ------------------------ |
| 1  | Brasile (bandiera)   | P     | Neto Volpi               |
| 2  | Uruguay (bandiera)   | D     | Edgar Elizalde           |
| 3  | Uruguay (bandiera)   | D     | Maxi Pereira             |
| 4  | Uruguay (bandiera)   | D     | Agustín Da Silveira      |
| 5  | Argentina (bandiera) | C     | Damián Musto             |
| 8  | Uruguay (bandiera)   | C     | Pablo Ceppelini          |
| 9  | Uruguay (bandiera)   | A     | Agustín Álvarez Martínez |
| 10 | Uruguay (bandiera)   | A     | Facundo Torres           |
| 12 | Uruguay (bandiera)   | P     | Kevin Dawson             |
| 13 | Uruguay (bandiera)   | P     | Martín Correa            |
| 15 | Uruguay (bandiera)   | A     | Máximo Alonso            |
| 16 | Uruguay (bandiera)   | A     | Agustín Canobbio         |
| 17 | Uruguay (bandiera)   | D     | Valentín Rodríguez       |
| 18 | Uruguay (bandiera)   | C     | Agustín Álvarez Wallace  |
| 20 | Uruguay (bandiera)   | D     | Giovanni González        |

| N. |                      | Ruolo | Calciatore                |
| -- | -------------------- | ----- | ------------------------- |
| 21 | Uruguay (bandiera)   | C     | Jesús Trindade            |
| 22 | Uruguay (bandiera)   | D     | Juan Ramos                |
| 23 | Uruguay (bandiera)   | C     | Walter Gargano (capitano) |
| 24 | Uruguay (bandiera)   | D     | Gary Kagelmacher          |
| 25 | Uruguay (bandiera)   | C     | Ignacio Laquintana        |
| 26 | Uruguay (bandiera)   | A     | Rúben Bentancourt         |
| 28 | Uruguay (bandiera)   | C     | Franco Martínez           |
| 30 | Argentina (bandiera) | C     | Nicolás Gaitán            |
| 31 | Uruguay (bandiera)   | C     | Ezequiel Mechoso          |
| 32 | Uruguay (bandiera)   | P     | Jonathan Lima             |
| 34 | Uruguay (bandiera)   | A     | Nicolás García            |
| 37 | Argentina (bandiera) | A     | Ariel Nahuelpán           |
| 47 | Uruguay (bandiera)   | A     | Cristian Olivera          |
| 50 | Uruguay (bandiera)   | D     | Carlos Rodríguez          |
|    | Uruguay (bandiera)   | D     | Ezequiel Busquets         |

## Statistiche

### Statistiche di squadra
| Competizione       | Punti | Totale | Totale | Totale | Totale | Totale | Totale | DR  |
| Competizione       | Punti | G      | V      | N      | P      | Gf     | Gs     | DR  |
| ------------------ | ----- | ------ | ------ | ------ | ------ | ------ | ------ | --- |
| Primera División   | 60    | 30     | 16     | 2      | 2      | 49     | 21     | +28 |
| Coppa Sudamericana | 13    | 14     | 8      | 2      | 4      | 28     | 13     | +15 |
| Totale             | -     | 44     | 24     | 4      | 6      | 77     | 34     | +43 |